# Max Ladner
Max Ladner (* 11. Dezember 1889 in Brixen, Südtirol; † 23. Oktober 1963 in Zürich-Witikon) war ein Wegbereiter des Buddhismus in der Schweiz und im deutschen Sprachraum. Er wurde 1889 in Brixen in Südtirol geboren und kam vor dem Ersten Weltkrieg als Bauingenieur in die Schweiz. Über Arthur Schopenhauer und Friedrich Nietzsche kam Ladner zum Buddhismus und war anfänglich im Münchner Kreis von Georg Grimm, mit dem er sich später aber überwarf. Gemeinsam mit Raoul von Muralt gründete er 1942 die Buddhistische Gemeinde Zürich. Er veröffentlichte zahlreiche Artikel und Bücher und gab von 1948 bis 1961 Die Einsicht heraus, die damals wichtigste deutschsprachige buddhistische Zeitschrift. Max Ladner war mit führenden buddhistischen Repräsentanten seiner Zeit in Kontakt, so mit Nyanatiloka, Nyanaponika und Lama Anagarika Govinda, dem Gründer des Arya Maitreya Mandala. Er starb 1963 in Zürich.

## Schriften
- Nietzsche und der Buddhismus. Kritische Betrachtungen eines Buddhisten. Selbstverlag, Zürich 1933.
- Die Lehre des Buddha. Rascher, Zürich 1946.
- Gotamo Buddha. Sein Werden, seine Lehre, seine Gemeinde. Dargestellt an Hand des Pali-Kanons. Rascher, Zürich 1948.
- Wirklichkeit und Erlösung. Eine Welt- und Innenschau im Geiste des Buddha. Christiani, Konstanz 1952.